# Die sieben Schwerter
Die sieben Schwerter (Originaltitel chinesisch 七劍 / 七剑, Pinyin Qī Jiàn, Jyutping Cat1gim3; internationaler Titel englisch Seven Swords) ist ein Film des chinesischen Regisseurs und Produzenten Tsui Hark. Es handelt sich um eine Adaption einer Vorlage aus dem Roman Qi Jian Xia Tianshan – 七劍下天山 – des bekannten Wuxia-Autoren Liang Yusheng. Im Gegensatz zu vielen anderen Filmen des Genres verzichtete Tsui Hark jedoch auf übertriebene Effekte, um die Kampfdarstellungen des Films glaubwürdiger zu machen. Lau Kar-Leung, bekannt für seine Mitarbeit an Drunken Master 2, übernahm die Choreographie der Kung-Fu-Szenen.

## Handlung
Die Handlung spielt vor dem Hintergrund der Besatzung Ming-Chinas durch die Mandschu im 17. Jahrhundert. Die von den Eroberern eingesetzte Qing-Dynastie verhängt aus Furcht vor den nationalistisch gesinnten, einheimischen Kämpfern ein Verbot, wonach das Erlernen und Ausüben aller traditionellen Kampfkünste fortan untersagt wird. Daraufhin nutzt der habgierige und grausame General Feng mit seinem finsteren Söldnerheer die Situation und durchstreift die Provinzen im Nordwesten des Landes, um aus reiner Profitgier das vom Kaiser erlassene Gebot zu überwachen und gesetzeswidrige Personen, die dennoch an den Kampfkünsten festhalten, mitsamt ihrer Familie gegen ein stattliches Kopfgeld zu liquidieren. Den wildgewordenen Horden fallen so ganze Landstriche zum Opfer.
Der alternde Scharfrichter Fu Quingzhu, der sich von seiner dunklen Vergangenheit löste und fortan reumütig den Betroffenen zu Hilfe eilt, leistet ganz auf sich gestellt seinen ehemaligen Kampfgefährten Widerstand. Bei einer solchen Auseinandersetzung wird er eines Tages verletzt und von einer mutigen jungen Frau, der attraktiven Wu Yuanyin, gerettet. Die Anwesenheit des alten Mannes, vor dem Hintergrund einer nahenden Invasion durch Fengs Söldnerschar, löst unter den Dorfbewohnern heftige Kontroversen aus. Daher beschließt Wu, den alten Mann aus dem Dorf zu schaffen. Unterstützung findet sie in einer Freundin und deren Lebensgefährten: Han Zhibang. Gemeinsam mit Han bringt Wu den Verletzten zu einem weisen Schwertkampfmeister, der ihnen hilfreich vier seiner legendären Schüler im Kampf gegen den General anbietet. Vorher versieht er alle Kämpfer mit mythischen Schwertern, den sieben Schwertern.
Als die Sieben in das kleine Dorf zurückkehren, um der Bevölkerung beizustehen, wird es gerade von einer größeren Horde von Fengs Leuten überrannt, die dabei äußerst kaltblütig vorgehen. Obwohl die Angreifer zahlenmäßig überlegen sind, es sollen so an die 300 Männer sein, kann der Angriff mit dem Eingreifen der sieben Schwerter abgewehrt werden. Die Söldnerschar wird vernichtend geschlagen, lediglich einen Boten lässt man am Leben. Der General beurteilt die Lage eher nüchtern und vertraut zunächst der Kampfkraft seiner gut ausgebildeten Leute. Er ändert seine Meinung jedoch, als er bemerkt, dass es sich um außergewöhnliche Individuen handelt; materielle wie auch personelle Unterstützung bekommt er daraufhin von Prinz Dokado.
Derweil wird die Dorfgemeinschaft evakuiert, da man Vergeltungsakte an der Bauernsiedlung befürchtet. Unter Fus Führung werden die Einheimischen an einen vermeintlich sicheren Ort geführt, als sie erkennen, dass es einen Verräter unter ihnen gibt, der Fengs Truppen informiert. Da man anfangs den unbekannten Denunziant nicht enttarnen kann, beschließt Chu Zhaonan heimlich und ohne die Hilfe der anderen „Schwerter“, Fengs Lager aufzusuchen und dessen ergaunerte Beute sicherzustellen. So soll die Moral der gegnerischen Söldner gemindert werden. Sein Vorhaben misslingt, und er wird gefangen genommen. Sein Schwert eignet sich General Feng an. Beunruhigt von diesen Nachrichten planen die übrigen Sechs ihren Gefährten zu befreien und eilen ihm zu Hilfe. Währenddessen wird die Dorfbevölkerung in einer Höhle schutzlos zurückgelassen. Dies nutzt der Hinweisgeber zwischenzeitlich aus und tötet fast die gesamte schlafende Dorfbevölkerung. Lediglich Wus Freundin Liu Yufang, die Tochter des Dorfverstehers, überlebt mit einer kleinen Gruppe Kinder. Zuvor töten sie kollektiv den Verräter.
Am Ende des Films befreien die Sechs Schwertträger Chu aus Fengs Händen. Der Befehlshaber wird durch Chus magisches Schwert, das er wieder in seinen Besitz bringen kann, getötet. Größerer Widerstand von seinen Gefolgsleuten wird, falls der überhaupt existiert, im Keim erstickt. In einer der letzten Szenen reiten die sieben Schwerter vereint in Richtung Hauptstadt, um den Kaiser zu überzeugen, seinen irrsinnigen Erlass aufzuheben.

## Trivia
Es wird berichtet, dass Tsui Hark für den Film zunächst eine Lauflänge von etwa vier Stunden angedacht hatte. Aus dem dafür gedrehten Material wurden dann die heute erhältlichen Fassungen mit 153 beziehungsweise 141 Minuten Lauflänge zusammengeschnitten. Dies sorgt für einige Merkwürdigkeiten und Unverständlichkeiten im Film. Eine Zeit lang wurde darüber spekuliert, ob Tsui Hark einen Directors Cut mit der ursprünglich geplanten Lauflänge herausbringen wird.

## Sonstiges
Mit Die sieben Schwerter wurden die 62. Internationalen Filmfestspiele von Venedig am 31. August 2005 eröffnet.